# Cầu Chà Và (Bà Rịa – Vũng Tàu)
Cầu Chà Và là công trình cầu nối đảo Gò Găng sang Long Sơn với Quốc lộ 51, thuộc địa phận xã Long Sơn, Thành phố Vũng Tàu. Đây là công trình chào mừng kỷ niệm 20 năm thành lập tỉnh Bà Rịa – Vũng Tàu và ngành giao thông vận tải địa phương. Được khởi công vào đầu tháng 6 năm 2009, sau 27 tháng thi công, cầu được khánh thành vào sáng ngày 12 tháng 11 năm 2011, Đây là cây cầu dài nhất Đông Nam bộ với chiều dài 1.152 mét, gồm 17 nhịp, trong đó có 7 nhịp chính và 10 nhịp dẫn, với tổng vốn đầu tư xây dựng công trình là 850 tỷ đồng.
Cầu Chà Và thuộc dự án Đường và cầu từ đảo Gò Găng sang đảo Long Sơn, thành phố Vũng Tàu do Sở Giao thông - Vận tải làm chủ đầu tư, Công ty cổ phần Cầu 12, thuộc Bộ Giao thông Vận tải thi công. Cầu góp phần quan trọng trong việc khai thác tiềm năng đảo Gò Găng, chuẩn bị cơ sở hạ tầng cho các dự án trọng điểm tại Long Sơn và Gò Găng gồm Sân bay Vũng Tàu, Khu chế biến hải sản tập trung tại Gò Găng, Khu công nghiệp dầu khí, nhà máy lọc dầu Long Sơn. 